# Voronezh (tỉnh)
Tỉnh Voronezh là một tỉnh nằm ở phía nam nước Nga, cách thủ đô Moskva 600 km về phía nam. Tỉnh này phía Bắc giáp các tỉnh Lipetsk và Tambov, phía Đông giáp các tỉnh Saratov và Volgograd, phía Nam giáp tỉnh Rostov và tỉnh Luhansk của Ukraina. Phía Tây giáp các tỉnh Rostov và Kursk. Đây là thủ phủ của vùng đất đen, đất đai rất màu mỡ. Thành phố chính của tỉnh là thành phố Voronezh. Thành phố bé nhưng nó như là một trung tâm của vùng đất đen, có nhà ga trung tâm, điều khiển tàu toàn khu Nam-Đông nước Nga. Đây cũng là nơi Pyotr I xây dựng chiến hạm đầu tiên.